# Spy Hard
 Spy Hard és una pel·lícula estatunidenca de Rick Friedberg estrenada el 1996.

## Argument
Nick Laren, agent secret jubilat des de la mort de la seva estimada en el transcurs d'una missió, reprèn del servei després que el seu vell enemic que creia mort, el General Rancor, ha amenaçat de destruir el món una vegada més...

## Repartiment
- Leslie Nielsen: Dick Steele
- Nicollette Sheridan: Veronique Ukrinsky, Agent 3.14
- Marcia Gay Harden: Miss Cheevus
- John Ales: Kabul
- Charles Durning: El Director
- Andy Griffith: General Rancor
- Stephanie Romanov: Victoria Dahl / Barbara Dahl
- Barry Bostwick: Norman Coleman
- Ray Charles: El xofer del bus
- Hulk Hogan: El lluitador de lluita lliure

## Pel·lícules parodiades
- True Lies
- Pulp Fiction
- Parc Juràssic
- Speed
- Rambo II
- Sister Act
- Mai diguis mai més
- Terminator 2
- ET, l'extraterrestre
- Butch Cassidy and the Sundance Kid